# ペンタ-2,3-ジエン二酸
ペンタ-2,3-ジエン酸（ペンタ-2,3-ジエンさん、英: Penta-2,3-dienedioic acid）はアレン構造を含むジカルボン酸である。グルチン酸（グルチンさん、英: glutinic acid）とも呼ばれるが、グルチン酸と呼ばれる化合物はもう1種ある。1887年に初めて合成されたが、アレンではなくプロピンを含むものと誤って構造決定された。正しい異性体構造が決定されたのは1954年になってからであった。

## 文献上の混乱
系統名 (4aR,5S,6R,8aR)-5-[(Z)-4-carboxy-3-methylbut-3-enyl]-5,6,8a-trimethyl-3,4,4a,6,7,8-hexahydronaphthalene-1-carboxylic acid をもつジテルペン(CID 6444268 - PubChem) も「グルチン酸」と呼ばれる。底本ではアレンを指して「グルチン酸」と呼んでいるにもかかわらず、誤ってジテルペンを指すものとしているデータベースも存在する。